# Nekketsu saikyō Go-Saurer
Nekketsu saikyō Go-Saurer (熱血最強ゴウザウラー?, Nekketsu Saikyō Gōzaurā) è una serie anime di 51 episodi, facente parte della serie Eldran. L'anime, prodotto da Sunrise è stato trasmesso in Giappone dal 3 marzo 1993 al 23 febbraio 1994 su TV Tokyo. La storia dell'anime ruota attorno a dei bambini di scuola elementare che guidano dei mecha chiamati Go-Saurer per difendere la Terra dall'Impero Kikaika.

## Trama
L'Impero Kikaika invade il sistema solare, conquistando pian piano Nettuno, Urano, Saturno, Giove e Marte. Il prossimo obiettivo è la Terra ma sulla loro strada si para l'antico protettore e soldato di luce Eldoran. Per sventare la nuova minaccia Eldoran affida 3 giganteschi robot dinosauro a tre bambini di quinta elementare. I tre robot, assemblandosi, possono formare il Gosaurer.

## Personaggi

### Saurers(ザウラーズ?,Zauraazu)
Kenichi Minezaki (峯崎 拳一?, Minezaki Kenichi)
Voce originale: Urara Takano
Hiromi Tachibana (立花 浩美?, Tachibana Hiromi)
Voce originale: Megumi Hayashibara
Shinobu Asaoka (朝岡 しのぶ?, Asaoka Shinobu)
Voce originale: Yuri Amano
Taro Shirogane (白金 太郎?, Shirogane Tarou)
Voce originale: Bin Shimada
Yoji Hiyama (火山 洋二?, Hiyama Youji)
Voce originale: Akemi Shinohara
Goro Ishida (石田 五郎?, Ishida Gorou)
Voce originale: Noriko Uemura
Erika Kozu (光主 エリカ?, Kouzu Erika)
Voce originale: Megumi Hayashibara
Takako Kojima (小島 尊子?, Kojima Takako)
Voce originale: Ikue Ōtani
Shuzo Osada (長田 秀三?, Osada Shuuzou)
Voce originale: Yuri Amano
Saneyasu Mushanokoji (武者小路 叉音泰?, Mushanokouji Saneyasu)
Voce originale: Akemi Shinohara
Kazutaka Seki (関 和孝?, Seki Kazutaka)
Voce originale: Mika Yanata
Yuka Mizuhara (水原 結花?, Mizuhara Yuka)
Voce originale: Ikue Ōtani
Kumiko Tanabe (田辺 久美子?, Tanabe Kumiko)
Voce originale: Urara Takano
Harue Yamamoto (山本 春枝?, Yamamoto Harue)
Voce originale: Megumi Hayashibara
Akemi Sato (佐藤 明美?, Satou Akemi)
Voce originale: Akemi Shinohara
Harumi Sato (佐藤 晴美?, Satou Harumi)
Voce originale: Mika Yanata
Masao Fujiyoshi (藤吉 雅夫?, Masao Fujiyoshi)
Voce originale: Sanshiro Nitta
Ikuyo Oyama (大山 育代?, Ooyama Ikuyo)
Voce originale: Noriko Uemura

## Sigle
Opening
- "KEEP ON DREAMING" dei Seraphim (ep. 1-28)
- "KEEP ON DREAMING SAURERS VERSION" dei SAURERS (ep. 29-51)

Ending
- "Our Goody Day... Bokura no Good Day" di Megumi Hayashibara